# Station Bempton
Bempton is een spoorwegstation in Bempton, East Riding of Yorkshire, Engeland. Het station werd geopend in 1847. Het is gelegen aan de Yorkshire Coast Line.

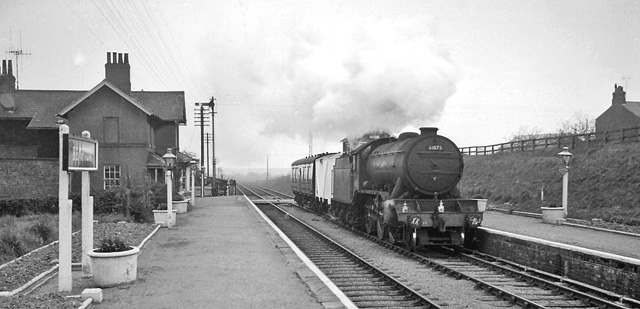
Overzicht, 1961